# Halowe Mistrzostwa Europy w Lekkoatletyce 1979 – bieg na 60 m przez płotki kobiet
Bieg na 60 metrów przez płotki kobiet – jedna z konkurencji biegowych rozgrywanych podczas halowych lekkoatletycznych mistrzostw Europy w hali Ferry-Dusika-Hallenstadion w Wiedniu. Eliminacje, półfinały i bieg finałowy zostały rozegrane 24 lutego 1979. Zwyciężyła reprezentantka Polski Danuta Perka. Tytułu zdobytego na poprzednich mistrzostwach nie broniła Johanna Klier z Niemieckiej Republiki Demokratycznej.

## Rezultaty

### Eliminacje
Rozegrano 3 biegi eliminacyjne, do których przystąpiło 13 biegaczek. Awans do półfinału dawało zajęcie jednego z pierwszych dwóch miejsc w swoim biegu (Q). Skład półfinałów uzupełniło sześć zawodniczek z najlepszymi czasami wśród przegranych (q).
Opracowano na podstawie materiału źródłowego.
Bieg 1
| Miejsce | Zawodniczka        | Czas | Uwagi |
| ------- | ------------------ | ---- | ----- |
| 1       | Grażyna Rabsztyn   | 8,08 | Q     |
| 2       | Wiera Komisowa     | 8,25 | Q     |
| 3       | Xénia Siska        | 8,38 | q     |
| 4       | Roswitha Riechardt | 8,42 | q     |
| 5       | Hilde Fredriksen   | 8,53 | q     |

Bieg 2
| Miejsce | Zawodniczka       | Czas | Uwagi |
| ------- | ----------------- | ---- | ----- |
| 1       | Danuta Perka      | 8,17 | Q     |
| 2       | Tatjana Anisimowa | 8,24 | Q     |
| 3       | Doris Baum        | 8,30 | q     |
| 4       | Lena Spoof        | 8,46 | q     |

Bieg 3
| Miejsce | Zawodniczka       | Czas | Uwagi |
| ------- | ----------------- | ---- | ----- |
| 1       | Nina Morgulina    | 8,14 | Q     |
| 2       | Silvia Kempin     | 8,20 | Q     |
| 3       | Margit Bartkowiak | 8,21 | q     |
| 4       | Petra Prenner     | 8,91 |       |

### Półfinały
Rozegrano 2 biegi półfinałowe, w których wystartowało 12 biegaczek. Awans do finału dawało zajęcie jednego z trzech pierwszych miejsc w swoim biegu (Q).
Opracowano na podstawie materiału źródłowego.
Bieg 1
| Miejsce | Zawodniczka        | Czas | Uwagi |
| ------- | ------------------ | ---- | ----- |
| 1       | Grażyna Rabsztyn   | 7,96 | Q     |
| 2       | Wiera Komisowa     | 8,19 | Q     |
| 3       | Margit Bartkowiak  | 8,23 | Q     |
| 4       | Silvia Kempin      | 8,28 |       |
| 5       | Lena Spoof         | 8,45 |       |
| 6       | Roswitha Riechardt | 8,46 |       |

Bieg 2
| Miejsce | Zawodniczka       | Czas | Uwagi |
| ------- | ----------------- | ---- | ----- |
| 1       | Danuta Perka      | 8,02 | Q     |
| 2       | Nina Morgulina    | 8,12 | Q     |
| 3       | Tatjana Anisimowa | 8,15 | Q     |
| 4       | Doris Baum        | 8,26 |       |
| 5       | Xénia Siska       | 8,37 |       |
| 6       | Hilde Fredriksen  | 8,57 |       |

### Finał
Opracowano na podstawie materiału źródłowego.
| Miejsce | Zawodniczka       | Czas |
| ------- | ----------------- | ---- |
| 1       | Danuta Perka      | 7,95 |
| 2       | Grażyna Rabsztyn  | 8,00 |
| 3       | Nina Morgulina    | 8,09 |
| 4       | Wiera Komisowa    | 8,13 |
| 5       | Tatjana Anisimowa | 8,14 |
| 6       | Margit Bartkowiak | 8,22 |